# Ellen DeGeneres
Ellen DeGeneres (Metairie, Louisiana, 26 de gener de 1958) és una actriu i presentadora de televisió estatunidenca. Condueix el programa "The Ellen DeGeneres Show" i també ha fet de jutgessa en "American Idol", al qual es va unir en la seva novena temporada.
Ha presentat els Premis de l'Acadèmia de Hollywood i els Primetime Emmys. Com a actriu cinematogràfica, ha protagonitzat Mr. Wrong, aparegut a EDtv i The Love Letter, i posat veu a la Dory de Buscant en Nemo, actuació per la qual van atorgar-li un Premi Saturn a la millor actriu secundària, la primera i única vegada que una veu ha guanyat aquest premi.
També ha fet de protagonista en dues sitcoms (comèdies de situació) de televisió: Ellen, de 1994 a 1998, i The Ellen Show, de 2001 a 2002. El 1997, durant la quarta temporada d'Ellen, es descobria públicament com a lesbiana en una aparició a The Oprah Winfrey Show. Poc després, el seu personatge Ellen Morgan també sortia de l'armari amb la seva terapeuta (interpretada per Oprah), i la sèrie va començar a explorar diversos temes LGBT (relacionats amb el col·lectiu de persones lesbianes, gais, bisexuals i transsexuals).
Ha guanyat dotze Emmys i nombrosos premis pel seu treball i esforços benèfics, i també ha estat nominada en tres ocasions al Globus d'Or a la millor actriu de sèrie de televisió de comèdia o musical per Ellen.

## Biografia

### Primers anys
Ellen va créixer a Metairie (Louisiana), filla d'una logopeda (Betty Jane DeGeneres) i d'un agent d'assegurances (Elliott DeGeneres); té un germà, Vance DeGeneres, que és productor i músic. Els seus orígens són francesos, anglesos, alemanys i irlandesos, i va ser criada en la Ciència Cristiana fins als tretze anys. El 1973 els seus pares sol·licitaven la separació, i es divorciaven l'any següent. Poc temps després la seva mare es casava amb Roy Gruessendorf, venedor, i ella va mudar-se amb el matrimoni de Nova Orleans a Atlanta (Texas), mentre que el seu germà es quedava amb el seu pare.
El maig de 1976 Ellen es va graduar a l'Institut d'Atlanta, i va tornar a Nova Orleans per anar a la Universitat, on es va especialitzar en Ciències de la comunicació, però va deixar-ho després d'un semestre de classes. Va treballar de venedora de roba, de cambrera, de pintora de cases i d'hostessa, entre altres feines. Sovint fa referència a la seva infantesa i experiència laboral en les seves actuacions còmiques.

### Carrera professional
Ellen va començar a fer comèdies de situació en petits bars i cafeteries, i el 1981 ja era la mestre de cerimònies al Clyde's Comedy Club de Nova Orleans. L'actriu afirma que Woody Allen i Steve Martin eren llavors les seves principals influències. A principis de la dècada del 1980 va començar a fer gires nacionals, i el 1982 Showtime s'hi va referir com la persona més divertida dels Estats Units. Quatre anys més tard apareixia per primera vegada en el Tonight Show amb Johnny Carson, qui va comparar-la amb Bob Newhart.
A finals dels anys 80 i principis dels 90 va participar en les sèries Open House (1989-1990) i Laurie Hill (1992), i també en la pel·lícula Coneheads (1993).
Però no va ser fins a l'arribada de l'exitosa comèdia Ellen (1994-1998) que l'actriu va aconseguir captar l'atenció del país. El programa de la cadena de televisió ABC es va fer molt popular en les seves primeres temporades en part gràcies a l'enginy humorístico d'ella, cosa que faria que arribés a ser anomenada la Seinfeld femenina.
Ellen va assolir una fita l'abril de 1997 quan, tant l'actriu com el seu personatge a la sèrie, va sortir de l'armari: per una banda, a la portada de la revista Time, i per l'altra a la televisió nacional, on va declarar públicament que era lesbiana a Oprah Winfrey, que interpretava la seva terapeuta. L'episodi en qüestió ("The Puppy Episode") va ser un dels més vistos de la sèrie. Malgrat això, però, els posteriors no van aconseguir repetir l'èxit d'aquest i, després d'un descens en les audiències, Ellen va ser retirada de la programació.
L'actriu va tornar a fer gires amb els seus monòlegs, i va aparèixer a la gran pantalla a Goodbye Lover, Dr. Dolittle, EDtv, The Love Letter i If These Walls Could Talk 2; més tard es restabliria exitosament com presentadora de talk show.
El 2001 va tornar a la televisió amb una nova comèdia del canal CBS The Ellen Show. El seu personatge també era lesbiana, però no constituïa el tema central de la sèrie. La comèdia va rebre molt bones crítiques, però la baixa audiència va ocasionar que la retiressin tot just va finalitzar la primera temporada.
El 4 de novembre del mateix any Ellen va rebre cobertura nacional en presentar la Gala dels Emmy. Aquesta havia estat a punt de ser cancel·lada en dues ocasions per por de semblar insensible després dels atemptats de l'11 de setembre, per la qual cosa era necessari un to més solemne que, alhora, permetés els espectadors oblidar temporalment la tragèdia. Ellen va aconseguir-ho, i també va rebre diverses ovacions en peu del públic de la gala durant la nit per la seva actuació.
L'any 2003 va posar veu a Dory, un peix amb problemes de memòria a curt termini, en la pel·lícula d'animació de Disney/Pixar Buscant en Nemo, que li va valer un Premi Saturn a la millor actriu secundària.
Ellen va presentar aquell setembre el seu nou programa d'entrevistes, The Ellen DeGeneres Show, que s'emetia al matí i que posteriorment passaria a la franja nocturna. La primera celebritat convidada va ser Jennifer Aniston. El show va anar augmentant la seva audiència ràpidament i rebent crítiques molt positives, així com diversos premis. Són coneguts els balls i cançons que fa amb el públic al principi del programa i durant les pauses publicitàries, i sovint els regala viatges i altres premis gràcies a la col·laboració dels seus patrocinadors. El 17 de novembre de 2005]el programa va emetre's a l'inrevés, de manera similar a la pel·lícula Memento. En ocasió del número 1000 del seu programa, l'1 de maig de 2009, The Ellen DeGeneres Show va comptar amb la presència de diversos convidats especials, com Oprah Winfrey, Justin Timberlake i Paris Hilton.
L'agost de 2005 l'actriu va ser seleccionada novament per a presentar la 57a gala anual dels Premis Emmy, que es va celebrar el 18 de setembre, tres setmanes després que l'huracà Katrina devastés la costa oest dels Estats Units. Ellen, que va créixer a Nova Orleans (ciutat arrasada per les inundacions causades per aquest), tornava a presentar uns Emmy poc després d'una tragèdia nacional. El 25 de febrer de 2007 va ser la presentadora de la nit dels Premis de l'Acadèmia de Hollywood, convertint-se en la primera persona obertament homosexual en fer-ho i sent nominada als Premis Emmy per la seva actuació.
El 2009 Ellen va reeemplaçar Paula Abdul com a jutge a la novena temporada del programa American Idol.
El 26 de maig de l'any següent va anunciar durant el seu show que estava creant la seva pròpia discogràfica: "Eleveneleven".
El 2 d'agost del 2013 es va saber que tornaria a presentar la gala dels Oscar el març de l'any següent.

### Vida privada
Ellen va mantenir una relació (1997-2000) amb l'actriu Anne Heche (Donnie Brasco, I Know What You Did Last Summer), que va deixar-la per casar-se amb el càmera Coley Laffoon. De 2001 a 2004 va estar amb l'actriu, directora i fotògrafa Alexandra Hedison (Melrose Place, The L Word), i van aparèixer a la portada de la revista The Advocate poc temps després d'haver anunciat el seu trencament als mitjans de comunicació.
El 2004 va iniciar una relació amb l'actriu australiana Portia de Rossi, coneguda per les sèries Ally McBeal i Nip/Tuck i també pel seu paper a les pel·lícules Stigmata i Scream 2. Després que es derogués la prohibició als casaments entre persones del mateix sexe Ellen va anunciar en un show de maig de 2008 que ella i Portia s'havien promès. Van casar-se el 16 d'agost del mateix any a casa seva, en una cerimònia íntima amb només dinou convidats. D'acord amb la Proposició 8 de l'estat de Califòrnia que elimina el dret de les parelles del mateix sexe a contraure matrimoni, la validesa de la seva unió va quedar qüestionada, però el subsegüent judici de la Cort Suprema el va validar perquè el casament s'havia celebrat abans del 4 de novembre de 2008.
Viuen a Beverly Hills, amb tres gossos i quatre cats, i ambdues són veganes.
Al seu llibre Love, Ellen, la seva mare relata que la va impressionar molt quan la seva filla va sortir de l'armari, però posteriorment ha estat una de les seves més fermes partidàries, un membre molt actiu de PFLAG (Parents, Families and Friends of Lesbians and Gays, Pares, Famílies i Amics de Lesbianes i Gais) i portaveu del projecte "Coming Out" de la Human Rights Campaign.
El 2019, DeGeneres va obrir-se a explicar l'abús sexual infantil pel qual va passar. Quan tenia uns 15 anys, després que a la seva mare Betty li fos diagnosticat un càncer de mama, el seu padrastre va començar a tocar-li els pits emparant-se en l'excusa que se'ls sentia estranys. Ella va guardar-s'ho molt de temps per a no preocupar la seva mare en una situació tan delicada, però quan finalment li ho va contar ella no va creure-la i va estar 18 anys més amb ell. Amb tot, passat aquest temps, va separar-se'n i va passar a donar suport a la seva filla en tant que la versió que li explicava ell canviava constantment.

## Filmografia

### Cinema
| Any  | Pel·lícula                              | Personatge             | Director                     |
| ---- | --------------------------------------- | ---------------------- | ---------------------------- |
| 1990 | Arduous Moon (curtmetratge)             | Ella mateixa           | Julie Cypher                 |
| 1991 | Wisecracks (documental)                 | Ella mateixa           | Gail Singer                  |
| 1993 | Coneheads                               | Entrenadora            | Steve Barron                 |
| 1994 | Trevor (curtmetratge)                   | Ella mateixa           | Peggy Rajski                 |
| 1996 | Ellen's Energy Adventure (curtmetratge) | Ella mateixa           |                              |
| 1996 | Mr. Wrong                               | Martha Alston          | Nick Castle                  |
| 1998 | Goodbye Lover                           | Sargent Rita Pompano   | Roland Joffé                 |
| 1998 | Dr. Dolittle                            | veu del gos del pròleg | Betty Thomas                 |
| 1999 | EDtv                                    | Cynthia                | Ron Howard                   |
| 1999 | The Love Letter                         | Janet Hall             | Peter Chan                   |
| 2003 | Pauly Shore Is Dead                     | Ella mateixa           | Pauly Shore                  |
| 2003 | Buscant en Nemo (Finding Nemo)          | Dory (veu)             | Andrew Stanton i Lee Unkrich |
| 2005 | My Short Film (curtmetratge)            | Ella mateixa           | Peter Fowkes                 |

### Televisió
| Any          | Pel·lícula / Sèrie / Programa            | Personatge      | Notes                                              |
| ------------ | ---------------------------------------- | --------------- | -------------------------------------------------- |
| 1988         | Women of the Night                       | Ella mateixa    | especial de comèdia                                |
| 1989         | Open House                               | Margo Van Mete  | 2 episodis                                         |
| 1992         | Laurie Hill                              | Nancy MacIntyre | 3 episodis                                         |
| 1994-1998    | Ellen                                    | Ellen Morgan    | 109 episodis                                       |
| 1995         | Roseanne                                 | Dr. Whitman     | 1 episodi                                          |
| 1998         | Mad About You                            | Nancy Bloom     | 1 episodi                                          |
| 2000         | If These Walls Could Talk 2              | Kal             | Segment "2000", dirigit per Anne Heche             |
| 2001         | On the Edge                              | Operator        | Segment: "Reaching Normal", dirigit per Anne Heche |
| 2001-2002    | The Ellen Show                           | Ellen Richmond  | 18 episodis                                        |
| 2003         | Ellen DeGeneres: Here and Now            | Ella mateixa    | especial de comèdia                                |
| 2003         | MADtv                                    | Ella mateixa    | 1 episodi                                          |
| 2003-present | The Ellen DeGeneres Show                 | Ella mateixa    | show televisiu                                     |
| 2004         | E! True Hollywood Story                  | Ella mateixa    |                                                    |
| 2004         | Six Feet Under                           | Ella mateixa    | 1 episodi                                          |
| 2005         | Joey                                     | Ella mateixa    | 1 episodi                                          |
| 2007         | Ellen's Really Big Show                  | Ella mateixa    |                                                    |
| 2007         | Barri Sèsam (Sesame Street)              | Ella mateixa    | 1 episodi                                          |
| 2007         | Forbes 20 Richest Women in Entertainment | Ella mateixa    |                                                    |
| 2007         | The Bachelorette                         | Ella mateixa    | 1 episodi                                          |
| 2007-2008    | American Idol                            | Ella mateixa    | "Idol Gives Back" 2007 i 2008                      |
| 2008         | Ellen's Even Bigger Really Big Show      | Ella mateixa    | especial de comèdia                                |
| 2009         | Ellen's Bigger, Longer & Wider Show      | Ella mateixa    | especial de comèdia                                |
| 2009         | So You Think You Can Dance               | Jutge convidada | 2 episodis                                         |
| 2010         | American Idol                            | Jutge           |                                                    |
| 2010         | The Simpsons                             | Ella mateixa    | episodi: "Judge Me Tender"                         |

## Guardons

### Premis
- Emmy al millor guió de sèrie còmica per Ellen (1997)
- Daytime Emmys:
  - Millor guió especial per Ellen: The Ellen DeGeneres Show (2005, 2006 i 2007)
  - Millor programa d'entrevistes per Ellen: The Ellen DeGeneres Show (2004, 2005, 2006, 2007 i 2010)
- American Comedy Awards:
  - Còmica més divertida de stand-up (1991)
  - Actuació femenina més divertida en un especial de televisió, per la cerimònia dels 46ns Premis Primetime Emmy (1995) i per Ellen DeGeneres: The Beginning (2001)
- People's Choice Awards:
  - A l'actriu preferida de sèrie de televisió (1995)
  - A la còmica femenina preferida (2005, 2006,2007, 2008 i 2009)
  - Al presentador preferit de programes d'entrevistes (2005, 2006,2007, 2008 i 2009)
- Golden Satellite Award a la millor actuació femenina en una sèrie de televisió còmica o musical per Ellen, als Satellite Awards (1999)
- Premi Saturn a la millor actriu secundària per Buscant en Nemo (2004)
- Annie a la millor actuació de veu per Buscant en Nemo, als Annie Awards (2004)
- Blimp a la veu preferida per Buscant en Nemo, als Kids' Choice Awards (2004)
- Stephen F. Kolzak, premi atorgat per GLAAD (1998)
- Television Producer of the Year Award in Variety Television per Ellen: The Ellen DeGeneres Show, als PGA Awards (2005 i 2006)

### Nominacions
- Emmys:
  - Millor actriu principal en sèrie còmica per Ellen (1995, 1996, 1997 i 1998)
  - Millor actuació en programa especial de varietats, musical o còmic per Ellen DeGeneres: The Beginning (2001) i per Ellen DeGeneres: Here and Now (2004)
  - Millor actriu convidada en sèrie còmica per The Larry Sanders Show (1997)
  - Millor actuació en telefilm per If These Walls Could Talk 2 (2000)
- Daytime Emmys:
  - Millor guió especial per Ellen: The Ellen DeGeneres Show (2004, 2008, 2009 i 2010)
  - Millor programa d'entrevistes per Ellen: The Ellen DeGeneres Show (2008 i 2009)
  - Millor actuació de presentador de programes d'entrevistes per Ellen: The Ellen DeGeneres Show (2004)
- American Comedy Awards:
  - Actuació femenina més divertida en una sèrie de televisió, per Ellen (1996 i 1999)
  - Convidada més divertida en una sèrie de televisió, per The Larry Sanders Show (1999)
  - Actuació femenina més divertida en un especial de televisió, pels VH1 Fashion Awards de 1998 (1999)
- Premis Grammy

| Any  | Premi  | Categoria                                                        | Obra                           | Resultat | Ref   |
| ---- | ------ | ---------------------------------------------------------------- | ------------------------------ | -------- | ----- |
| 1996 | Grammy | Millor actuació individual en un programa de varietats o musical | 38ns Premis Grammy             | Nominada |       |
| 2001 | Grammy | Millor actuació individual en un programa de varietats o musical | Ellen DeGeneres: The Beginning | Nominada |       |
| 2004 | Grammy | Millor actuació individual en un programa de varietats o musical | Ellen DeGeneres: Here and Now  | Nominada |       |
| 2020 | Grammy | Millor àlbum de comèdia                                          | Relatable                      | Nominada | [ 4 ] |

- Annual Academy Awards
  - Millor actuació individual en un programa de varietats o musical (2007)
- Globus d'Or a la millor actuació femenina en una sèrie de televisió còmica o musical per Ellen (1995, 1996 i 1998)
- People's Choice Award a la còmica femenina preferida (2009)
- Golden Satellite Award a la millor actuació femenina en una sèrie de televisió còmica o musical per Ellen, als Satellite Awards (1998)
- Premi de la Chicago Film Critics Association per Buscant en Nemo (2004)
- MTV Movie Award a la millor actuació còmica per Buscant en Nemo (2004)
- Television Producer of the Year Award in Variety Television per Ellen: The Ellen DeGeneres Show, als PGA Awards (2007)
- Premi Razzie a la pitjor nova actriu per Mr. Wrong (1997)
- Millor actuació femenina en una sèrie còmica per Ellen (1995, 1997 i 1998)
- TV Land Award al moment televisiu que va esdevenir títol de notícia per Ellen (2007), per haver sortit de l'armari a l'episodi "The Puppy Episode"
- Q Award a la millor actriu en una sèrie còmica de qualitat per Ellen (1998), als Viewers for Quality Television Awards
- WGA Award a la millor comèdia episòdica per Ellen (1998), als Writers Guild of America, compartit amb Mark Driscoll, Dava Savel, Tracy Newman i Jonathan Stark per "The Puppy Episode"

### Honors
- Medalla Presidencial de la Llibertat (2016)[5]